# Les Jumeaux (menhirs)
Les Jumeaux, appelés aussi menhirs de Kerbernès, sont deux menhirs situés à Saint-Servais dans le département français des Côtes-d'Armor.

## Protection
Ils ont été classés au titre des monuments historiques en 1925.

## Description
Les deux menhirs sont distants de 8,20 m (distance prise entre les deux sommets). Le menhir no 1 mesure 3,10 m de hauteur. Sa base est de forme triangulaire (1,40 m, 1 m, 0,80 m). Le menhir no 2 est de forme pyramidale avec une base en forme de losange. Il mesure 4,60 m de hauteur pour 1,60 m de largeur et 0,85 m d'épaisseur. Les deux menhirs sont en granite.